# طرد ألمانيا النازية للبولنديين
طرد ألمانيا النازية للبولنديين خلال الحرب العالمية الثانية عملية تتكون من إعادة التوطين القسري لأكثر من 1.7 مليون بولندي من جميع أراضي بولندا المحتلة بهدف نشر الألمنة (انظر ليبنسراوم) بين 1939-1944. وقد برر الطرد السياسة العنصرية لألمانيا النازية، والتي صورت البولنديين وغيرهم من السلاف كأونترمينش.
كان لدى أدولف هتلر خطط لاستعمار الأراضي البولندية على نطاق واسع قبالة حدود الرايخ الثالث قبل الحرب مباشرة، مما جعلها جزءًا من ريشساو وورثيلاند التي تم إنشاؤها حديثًا. في نهاية المطاف نمت خططه لتشمل الحكومة العامة في عملية التطهير العرقي والإبادة الجماعية. كانت المنطقة ستصبح «منطقة ألمانية بحتة» خلال 15-20 عامًا، كما أوضح ذلك هتلر في مارس 1941. بحلول ذلك الوقت، كانت الحكومة العامة ستُطهر من 15 مليون مواطن بولندي، وإعادة توطينهم من 4 إلى 5 ملايين من الألمان العرقيين.

## السياسات العنصرية

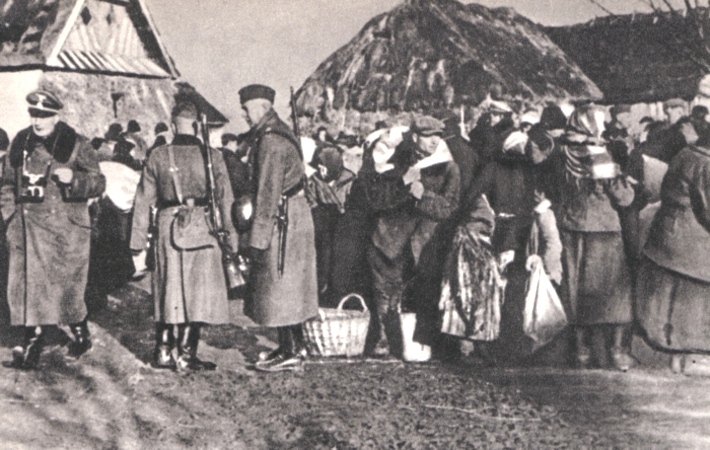
طرد البولنديين من قرى منطقة زاموي على أيدي قوات الأمن الخاصة في ديسمبر 1942.

خلال احتلال بولندا في أعقاب الغزو الألماني للبلاد، تم سن سياسات توسعية للنازيين على سكانها البولنديين على نطاق غير مسبوق. وفقًا للإيديولوجية النازية، اعتُبر البولنديون أونترمينش، الذين أعتبرو من العبيد والقضاء عليهم، وذلك لإفساح المجال أمام الألمان لإعادة الاستقرار من جميع أنحاء أوروبا. علاوة على ذلك، كان هتلر يعتزم الاستعمار على نطاق واسع لجميع الأراضي الواقعة إلى الشرق من الرايخ الثالث. أعد هذه الإجراءات قسم مكتب الأمن الرئيسي للرايخ التابع لجهاز الأمن العام في جنرالبلان أوست (GPO، «[الخطة العامة للشرق»)، والتي توقعت ترحيل 45 مليون شخص «غير ألماني» من وسط وشرق أوروبا إلى غرب سيبيريا. من بينهم 31 مليون «غير مرغوب فيهم عرقيا»: بما في ذلك 100 ٪ من اليهود والبولنديين (85 ٪) والبيلاروسيا (75 ٪) والأوكرانيين (65 ٪). ليتم تطهير بولندا نفسها من جميع الشعب البولندي في نهاية المطاف، حيث سيتم طرد 20 مليونًا أو نحو ذلك شرقًا. ما تبقى من 3 إلى 4 ملايين فلاح بولندي يُعتقد أنهم «أحفاد» المستعمرين والمهاجرين الألمان (والدديتشي، المستوطنون البروسيون، وما إلى ذلك) - وبالتالي يُعتبرون «ذو قيمة عنصرية» - سوف يتم تحويلهم لتكلم اللغة الألمانية وتوزيعهم بين السكان الألمان الذين يعيشون في ألمانيا. على التربة البولندية سابقا. كانت القيادة النازية تأمل أنه من خلال عمليات الطرد إلى سيبيريا والمجاعة وعمليات الإعدام الجماعي والعمل بالعبودية، سيتم في النهاية تدمير الأمة البولندية. قد تكون التجارب في التعقيم الشامل في معسكرات الاعتقال مخصصة للاستخدام على السكان.
حدثت عمليات طرد الحرب العالمية الثانية في إطار كيانين سياسيين محددين أنشأهما النازيون، مقسّمين من بعضهم البعض بحدود مغلقة: منطقة ضُمت بالكامل إلى الرايخ في 1939-1941، وأخرى تسمى الحكومة العامة، وهي مقدمة إلى توسيع منطقة التسوية الإدارية الألمانية. في النهاية، كما أوضح أدولف هتلر في مارس 1941، سيتم تطهير الحكومة العامة من جميع البولنديين وتحويل المنطقة إلى "منطقة ألمانية بحتة" في غضون 15-20 سنة، وبدلاً من 15 مليون بولندي، فإن 4 إلى 5 ملايين ألماني سيعيشون هناك. كانت المنطقة لتصبح "ألمانية مثل راينلاند.
بحلول عام 1945، تم بنجاح إعادة توطين مليون فولكس دويتشه ألماني في العديد من دول أوروبا الشرقية ومناطق مثل الاتحاد السوفيتي، بيسارابيا ورومانيا ودول البلطيق في بولندا خلال العمل الذي أطلق عليه "هايم إنس رايخ". كانت أوامر الترحيل تقتضي على وجه التحديد ترحيل عدد كافٍ من البولنديين لتوفير كل مستوطن — على سبيل المثال، إذا تم إرسال 20 من "الخبازين الألمان"، فإنه يتعين على عشرين مخبزًا بولنديًا تركها أصحابها. وأجرى عمليات طرد البولنديين منظمتان ألمانيتان: على فولكسدويتشه متلشتله ووزارة بإعادة توطين " الرايخسوميسار لتوطين، وهو اللقب الذي عقده هاينريش هيملر. تم وضع الألمان الجدد في قرى وبلدات تم تطهيرها بالفعل من سكانها الأصليين البولنديين تحت راية ليبنسراوم.